# 南羅納島

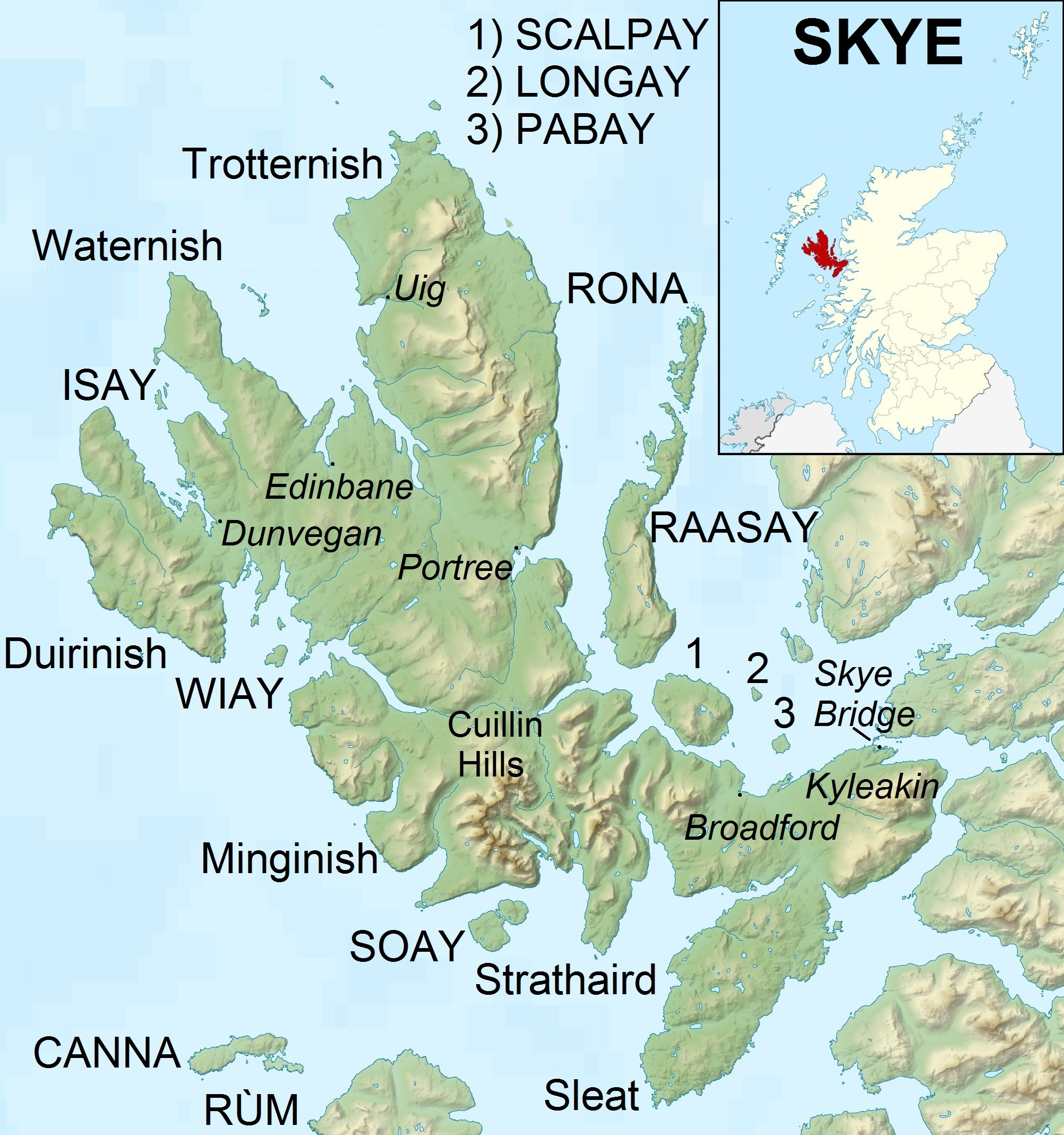

南羅納島是蘇格蘭的島嶼，位於拉賽島以北的大西洋海域，屬於內赫布里底群島的一部分，面積9.3平方公里，最高點海拔高度125米，2001年人口僅2人。

## 外部連結
- Rona website（页面存档备份，存于）
- Acairsaid Mòr pilotage.

57°32′4″N 5°58′43″W / 57.53444°N 5.97861°W